# Zsakszilik Üskempirov
Zsakszilik Üskempirov, kazakul: Жақсылық Үшкемпіров (Csapajev, 1951. május 6. – Nur-Szultan, 2020. augusztus 2.) olimpiai bajnok szovjet-kazak birkózó.

## Pályafutása
Az 1980-as moszkvai olimpián kötöttfogás papírsúlyban (48 kg) aranyérmet nyert a román Constantin Alexandru és a magyar Seres Ferenc előtt. Az 1980-as Európa-bajnokságon ezüst-, az 1981-es világbajnokságon aranyérmet szerzett.

## Sikerei, díjai
- Olimpiai játékok – kötöttfogás, papírsúly, 48 kg
  - aranyérmes: 1980, Moszkva
- Világbajnokság – kötöttfogás, papírsúly, 48 kg
  - aranyérmes: 1981
- Európa-bajnokság – kötöttfogás, papírsúly, 48 kg
  - ezüstérmes: 1980